# ۱۲۹ (میلادی)
۱۲۹ (میلادی) صد و بیست و نهمین سال تقویم میلادی است.

## زادگان
- جالینوس، پزشک یونانی

## درگذشتگان
- خسرو (اشک بیست و چهارم)، شاهنشاه اشکانی

‎